# Devil World
Devil World (デビルワールド Debiru Wārudo?) är ett labyrint utvecklat och utgivet av Nintendo till NES. Spelet släpptes i Japan den 5 oktober 1984 och i  Europa den 15 juli 1987. Spelet släpptes också till Wiis Virtual Console i Japan den 22 januari 2008, samt i Europa och Australien den 31 oktober 2008. Spelet påminner om Pac-Man.

### Fotnoter
1. 1 2  ”Devil World”. NES DB. 6 mars 1984. Arkiverad från originalet den 27 april 2014. https://web.archive.org/web/20140427190532/http://www.nesdb.se/game_more.php?id=348&rid=1. Läst 27 april 2014.